# 北虫疠霉
北虫疠霉（学名：Pandora borea）是属于虫霉目虫霉科虫疠霉属的一种真菌，寄生在蝇类上。该种分布于中国。